# Vanja Blomberg
Vanja Hedvig Desideria Blomberg (Göteborg, 28 gennaio 1929) è un'ex ginnasta svedese.

## Palmarès

### Olimpiadi
- Oro a Helsinki 1952 negli attrezzi a squadre.

### Mondiali
- Oro a Basilea 1950 nel concorso a squadre.